# Panorama em Interlíngua
Panorama em Interlíngua é o periódico do idioma Interlíngua, publicado bimensalmente. Foi emitido pela primeira vez em Janeiro de 1988. A revista é baseada em Odense, Dinamarca, e é completamente escrito em Interlíngua. As atividades da Union Mundial pro Interlingua (UMI) aparecem em cada emissão, mas o conteúdo não é necessariamente sobre o idioma. Thomas Breinstrup, o Chefe de reportagem, é considerado um líder do estilo em Interlíngua.
O objetivo declarado da publicação é levar:
- notícias de Interlíngua
- jornalismo
- notícias
- resenhas literárias
- notícias e artigos de viagens
- crônicas

- Este artigo foi inicialmente traduzido, total ou parcialmente, do artigo da Wikipédia em inglês cujo título é «Panorama in Interlingua».